# Justizamt Mühlingen
Das Justizamt Mühlingen war bis 1847 eine Gerichts- und Verwaltungseinheit im Herzogtum Anhalt-Bernburg mit Sitz in Großmühlingen.

## Geschichte
Das Justizamt entsprach im Umfang dem bisherigen Amt Mühlingen. Ab 1810 wurden die landesherrlichen Verwaltungs- und Gerichtseinheiten in Anhalt-Bernburg einheitlich Justizamt genannt. Das Justizamt Mühlingen war eine Exklave und war von der preußischen Provinz Sachsen umgeben. Es bestand aus den beiden Dörfern Groß- und Kleinmühlingen. Im Jahr 1821 wurden 1366 Einwohner in 165 Häusern gezählt. Es war das kleinste Justizamt in Anhalt-Bernburg. Das Justizamt war sowohl Gericht erster Instanz als auch Verwaltungsbehörde. Als Appellationsgericht diente die herzogliche Regierung in Bernburg.

## Neuorganisation 1847
Im Jahr 1847 wurde das Stadt- und Landgericht Bernburg als „Untergericht mit kollegialischer Verfassung“ und erweiterten Befugnissen gebildet. Es übernahm die Aufgaben der Justizämter Bernburg, Plötzkau und Mühlingen sowie des Stadtgerichts Bernburg.